# روجيريو كارفاليو
روجيريو كارفاليو (بالبرتغالية: Rogério Carvalho‏) (28 مايو 1980 بالبرازيل - ) هو لاعب كرة قدم برازيلي في مركز الهجوم. لعب مع نادي هاروجيت تاون ونادي يورك سيتي ونادي إيتوانو.

## وصلات خارجية
- روجيريو كارفاليو على موقع قاعدة بيانات كرة القدم.إي يو (الإنجليزية)
- روجيريو كارفاليو على موقع Soccerbase.com (لاعب) (الإنجليزية)